# Asparagus aethiopicus
Asparagus aethiopicus — вид рослин із родини холодкових (Asparagaceae).

## Біоморфологічна характеристика

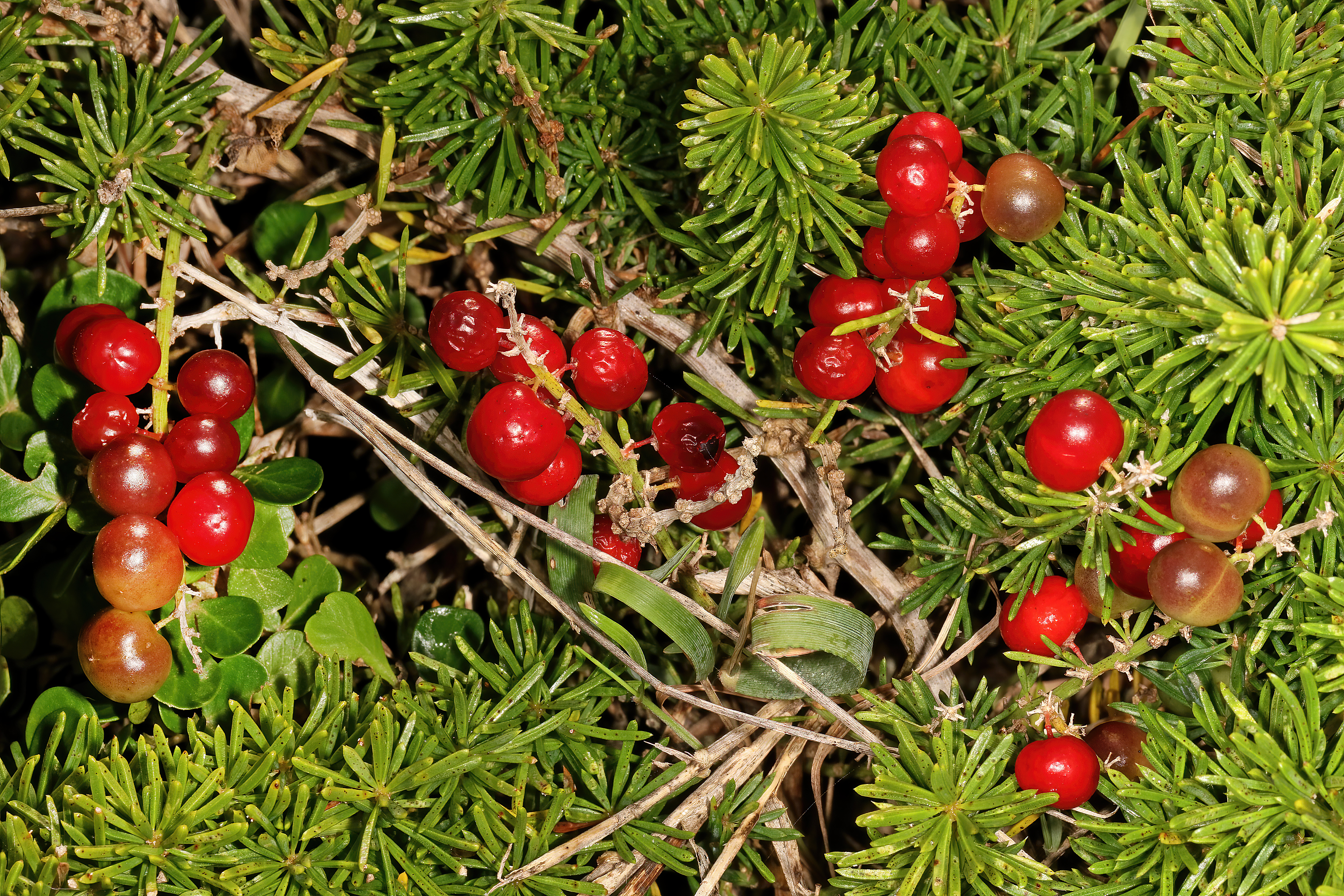

Цей вид — розлогий кущ до 2 м завдовжки, з колючими стеблами й листоподібними кладодіями. Насіння поширюється птахами, які харчуються плодами. Коріння бульбисте. Стебла жилаві, гілки численні, дрібноребристі. Суцвіття в пазушних китицях, 5–9(17)-квіткові. Квітки двостатеві; листочки оцвітини від білого до блідо-рожевого, 3–4 × 1.5–2 мм; квітконіжка 5–8 мм. Ягоди червоні, 5–8 мм. 2n = 40, 60.

## Середовище проживання
Ендемік ПАР, який інтродукований до Північної й Південної Америки, сх. Австралії, сх. Африки, зх. Європи, Мадейри.
Росте на пустирях, узбіччях доріг, у покинутих садах і вторинних лісах від 0 до 1500 м над рівнем моря. Він був зафіксований у ряді різних місць проживання, включаючи сухі чагарники, фінбос, пасовища, але зазвичай росте у сухих районах на сланцевих пагорбах та в прибережних чагарниках.

## Використання
Цей вид вирощують як кімнатну рослину в прохолодному кліматі або як декоративну садову рослину в міських садах, рокаріях або в горщиках. Таксон використовувався в народній медицині в Африці.

## Загрози й охорона
Немає відомих поточних загроз для цього виду в його рідному ареалі. Цей вид зростає у багатьох заповідних територіях по всьому його ареалу.